# Hien-Luong-Brücke

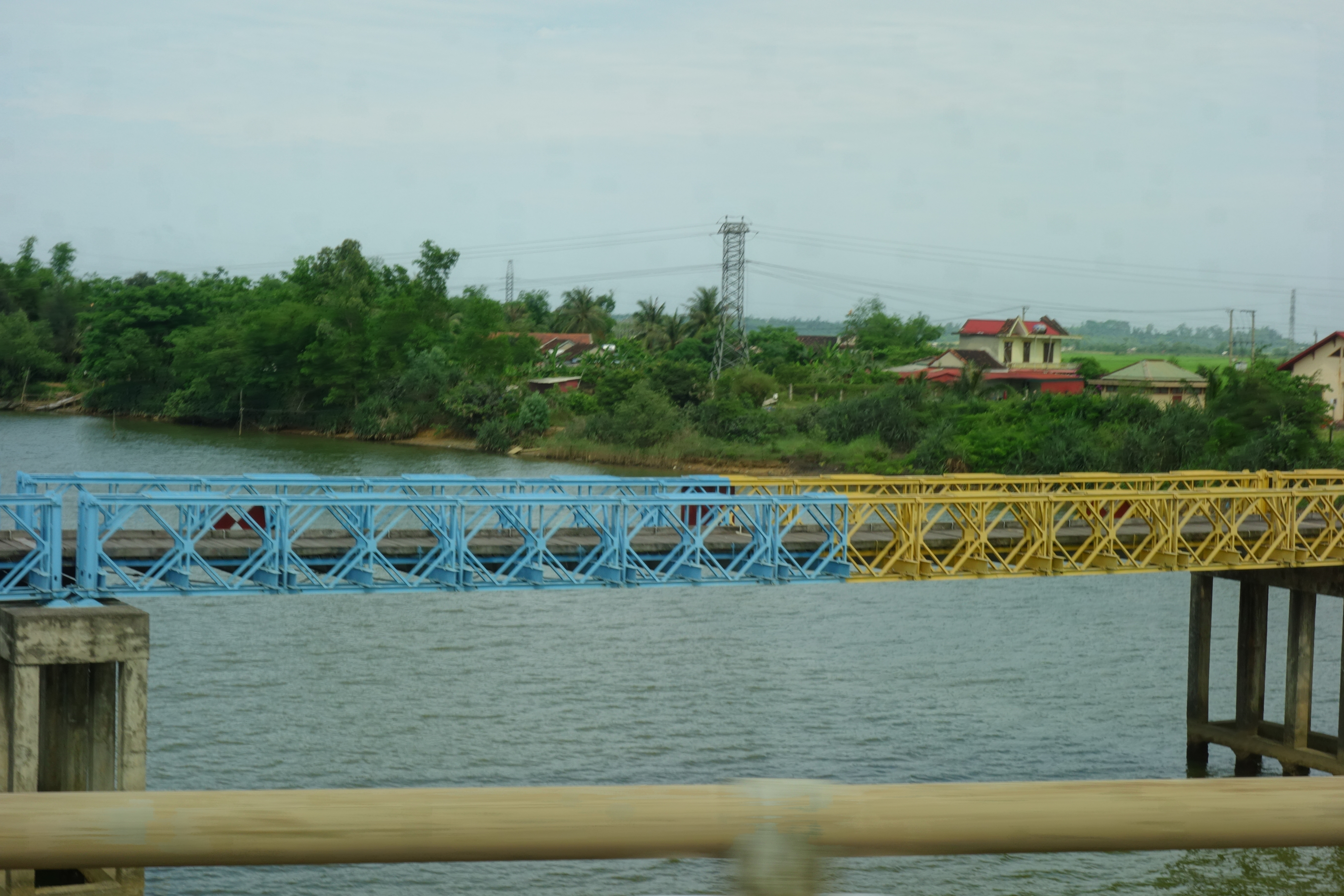
Hien-Luong-Brücke (17. Breitenkreis)

Die Hien-Luong-Brücke (vietnamesisch Cầu Hiền Lương) ist eine 165 Meter lange Brücke über den Bến-Hải-Fluss, Kreis Vĩnh Linh, Provinz Quảng Trị, Bắc Trung Bộ, Vietnam. Die Brücke befindet sich auf dem 17. Breitenkreis. Zwischen den Jahren 1954 bis zur Wiedervereinigung 1975 war es die Demarkationslinie zwischen Nord- und Südvietnam. Die ehemalige Grenzbrücke verbindet die Gemeinden Hien Luong im Norden und Xuan Hoa im Süden. Heute ist die Brücke für den Pkw- und Mopedverkehr gesperrt.